# Andrei Wassiljewitsch Balaschow
Andrei Wassiljewitsch Balaschow (russisch Андрей Васильевич Балашов, * 22. März 1946 in Leningrad; † 21. Oktober 2009 in Moskau) war ein sowjetischer Segler.

## Erfolge
Andrei Balaschow nahm an den Olympischen Spielen 1976 in Montreal und 1980 in Moskau in der Bootsklasse Finn-Dinghy teil. Nach sechs von sieben Wettfahrten lag Balaschow 1976 gleichauf mit Jochen Schümann an der Spitze der Gesamtwertung. Die siebte Wettfahrt beendete Balaschow als Fünfter jedoch hinter dem drittplatzierten Schümann, womit er den Olympiasieg verpasste und die Silbermedaille erhielt. Bronze gewann John Bertrand, der ebenfalls noch Chancen auf die Goldmedaille hatte. Vier Jahre darauf gewann Balaschow zwei der sieben Wettfahrten und schaffte als Dritter erneut den Sprung aufs Podium. Mit 47,4 Punkten gewann er hinter Esko Rechardt und Wolfgang Mayrhofer die Bronzemedaille. Balaschow gewann im Finn-Dinghy mehrere sowjetische Meistertitel.